# Prefectura autónoma kazaja de Ilí
Ilí (en uigur: ئىلى, romanizado: ili, lit. 'gancho'; en chino, 伊犁; pinyin, yīlí; en mongol: Или, romanizado: ili) es una prefectura autónoma en la región autónoma de Sinkiang, al noroeste de la República Popular China. Situada en las riberas del río Ili, a los pies al norte de la montaña Tianshan. Su área es de 269 101 km² y su población total para 2020 superó los 2,8 millones de habitantes.

## Administración
La prefectura Ilí está conformada de 11 localidades que se administran en 3 ciudades suburbanas y 8 condados rurales.
- ciudad Yining (伊宁市);
- ciudad Horgos (霍尔果市);
- ciudad Kuitun (奎屯市);
- condado Yining (伊宁县);
- condado Huocheng (霍城县);
- condado Gongliu (巩留县);
- condado Xinyuan (新源县);
- condado Zhaosu (昭苏县);
- condado Tekes (特克斯县);
- condado Nilka (尼勒克县);
- condado autónomo Qapqal (察布查尔锡伯自治县);

## Toponimia
El nombre de la ciudad viene del río ilí, dado en la dinastía Qing.  Como las otras regiones autónomas, se caracteriza por estar asociada a un grupo étnico minoritario, en este caso, la kazaja.